# Haas VF-19
Chronologie des modèles (2019)
Haas VF-18 Haas VF-20
La Haas VF-19 est la monoplace de Formule 1 engagée par l'écurie américaine Haas F1 Team dans le cadre du championnat du monde de Formule 1 2019. La paire de pilotes est composée, pour la troisième année consécutive, du Français Romain Grosjean et du Danois Kevin Magnussen. Les pilotes essayeurs sont le Brésilien Pietro Fittipaldi et le Suisse Louis Delétraz.

## Création de la monoplace
La Haas VF-19 est présentée le 7 février 2019. Pour cette nouvelle saison, l'écurie change ses couleurs pour celles de son sponsor Rich Energy : noir et or.

## Résultats en championnat du monde de Formule 1
| Saison | Écurie                                | Moteur                             | Pneus   | Pilotes         | Courses | Courses | Courses | Courses | Courses | Courses | Courses | Courses | Courses | Courses | Courses | Courses | Courses | Courses | Courses | Courses | Courses | Courses | Courses | Courses | Courses | Points inscrits | Classement |
| Saison | Écurie                                | Moteur                             | Pneus   | Pilotes         | 1       | 2       | 3       | 4       | 5       | 6       | 7       | 8       | 9       | 10      | 11      | 12      | 13      | 14      | 15      | 16      | 17      | 18      | 19      | 20      | 21      | Points inscrits | Classement |
| ------ | ------------------------------------- | ---------------------------------- | ------- | --------------- | ------- | ------- | ------- | ------- | ------- | ------- | ------- | ------- | ------- | ------- | ------- | ------- | ------- | ------- | ------- | ------- | ------- | ------- | ------- | ------- | ------- | --------------- | ---------- |
| 2019   | Rich Energy Haas F1 Team Haas F1 Team | Ferrari V6 turbo Type 064 EVO 1.6L | Pirelli |                 | AUS     | BAH     | CHI     | AZE     | ESP     | MON     | CAN     | FRA     | AUT     | GBR     | ALL     | HON     | BEL     | ITA     | SIN     | RUS     | JAP     | MEX     | USA     | BRE     | ABU     | 28              | 9e         |
| 2019   | Rich Energy Haas F1 Team Haas F1 Team | Ferrari V6 turbo Type 064 EVO 1.6L | Pirelli | Romain Grosjean | Abd.    | Abd.    | 11e     | Abd.    | 10e     | 10e     | 14e     | Abd.    | 16e     | Abd.    | 7e      | Abd.    | 13e     | 16e     | 11e     | Abd.    | 13e     | 17e     | 15e     | 13e     | 15e     | 28              | 9e         |
| 2019   | Rich Energy Haas F1 Team Haas F1 Team | Ferrari V6 turbo Type 064 EVO 1.6L | Pirelli | Kevin Magnussen | 6e      | 13e     | 13e     | 13e     | 7e      | 12e     | 17e     | 17e     | 19e     | Abd.    | 8e      | 13e     | 12e     | Abd.    | 17e     | 9e      | 15e     | 15e     | 18e*    | 11e     | 14e     | 28              | 9e         |

Légende : ici
- *Le pilote n'a pas terminé la course mais est classé pour avoir parcouru 90% de la distance prévue